# Paradeschritt

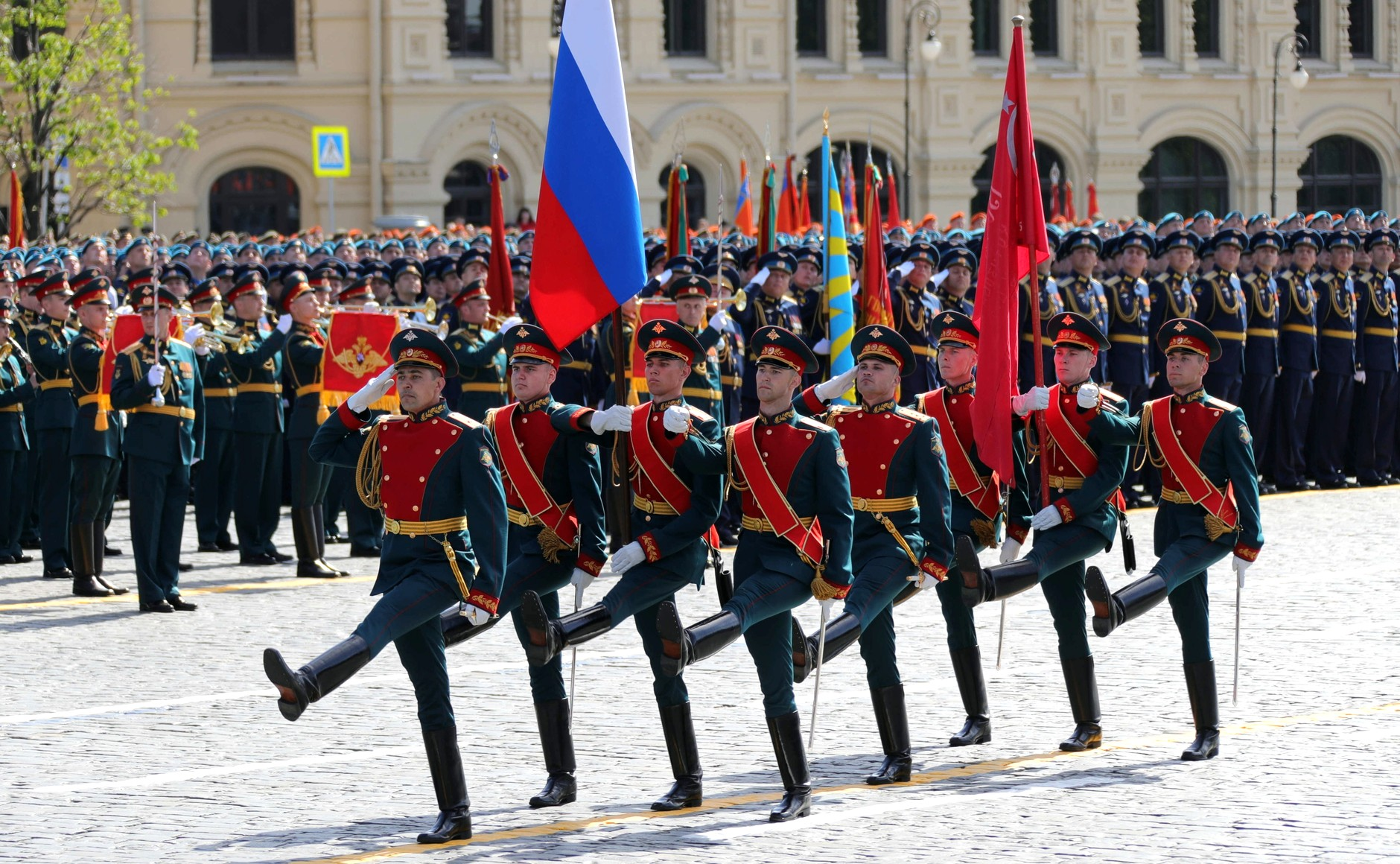
Kniehoher Exerzierschritt bei der Militärparade am Roten Platz, 2018

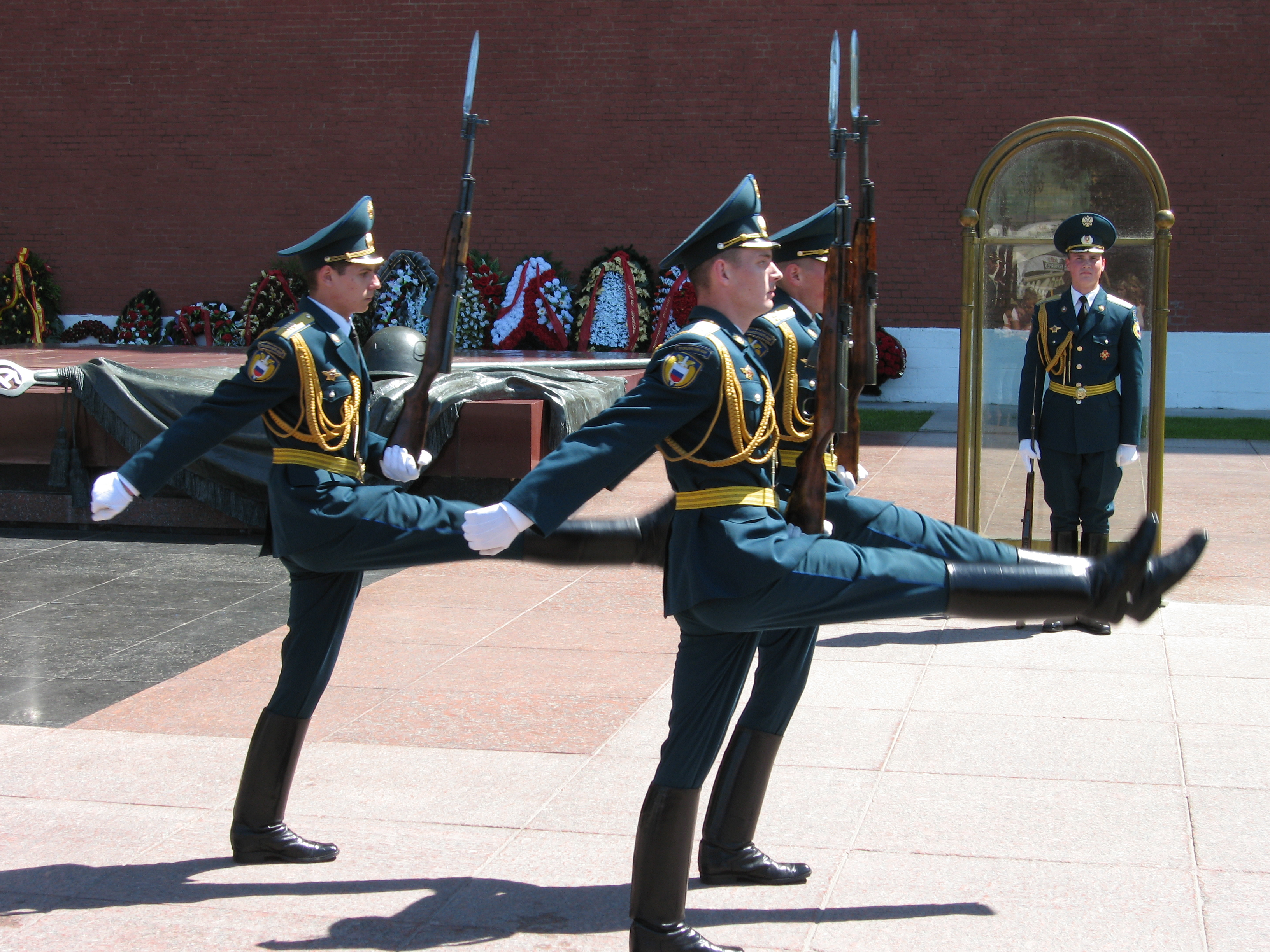
Hüfthoher Stechschritt bei der Wachablösung am Moskauer Kreml

Der Paradeschritt ist eine Form des Gleichschritts, der 1813 von König Friedrich Wilhelm III. in der Preußischen Armee eingeführt und seitdem weltweit von mehr als 70 Ländern übernommen wurde. Beim Paradeschritt wird das gestreckte Bein entweder kniehoch als Exerzierschritt oder hüfthoch als Stechschritt angehoben. Der Exerzierschritt wird häufig bei Militärparaden, der Stechschritt bei Wachablösungen eingesetzt. Er gilt als Symbol militärischer Disziplin.

## Entstehung
Der Ursprung des Paradeschritts geht auf den Gleichschritt zurück, der um 1725 von Fürst Leopold I. von Anhalt-Dessau in der Preußischen Armee eingeführt wurde. Unter König Friedrich Wilhelm III. von Preußen entstand 1813 durch das Aufsetzen des ganzen Fußes in der letzten Schrittphase dann der Paradeschritt, bei dem das gestreckte Bein entweder knie- oder hüfthoch angehoben wird. Der kniehohe Exerzierschritt ist meist bei Militärparaden, der hüfthohe Stechschritt bei Wachablösungen zu sehen. Bei Militärparaden wird der Schritt nur während des Vorbeimarschs am Abnehmenden eingesetzt, bei Wachablösungen auch länger. Er wurde schließlich auf die bis heute gültigen 114 Schritt pro Minute und 80 Zentimeter Länge festgelegt.
In der Zeit des Deutschen Kaiserreichs forderten Vorschriften, bei der Ausübung des Paradeschritts nicht zu übertreiben. Das Exerzierreglement von 1876 verlangte beispielsweise: „[…] mit der Fußspitze wird nahe über den Boden weggestrichen, weil hierdurch das unnütze und ermüdende Werfen der Füße vermieden wird […] oder der Fuß zu hart auf den Boden gesetzt würde. Das letztere hätte auch noch die unangenehme Folge, den Soldaten unnütz zu übermüden.“ Auch im Exerzierreglement von 1906 hieß es: „Es ist fehlerhaft, den vorzusetzenden Fuß höher zu heben, als zur Erreichung der Schrittlänge nötig ist, und ihn mit übertriebener Gewalt niederzusetzen […] Die Arme werden ungezwungen bewegt.“
Von Deutschland aus verbreitete sich der Paradeschritt seit dem 19. Jahrhundert über Russland, Chile und China bis heute in weltweit mehr als 70 Länder. Hierzulande wurde die Tradition von der Preußischen Armee, dem Deutschen Heer, der Reichswehr, der Wehrmacht und der Nationalen Volksarmee gepflegt. Die gemäßigte Form des kniehohen Exerzierschritts ist seit 2017 vereinzelt auf Musikfesten der Bundeswehr zu sehen.

## Verbreitung

### Europa
In Europa wird der preußische Paradeschritt besonders in Mittel- und Osteuropa praktiziert. Deutsche Militärberater brachten ihn Ende des 19. Jahrhunderts nach Russland, das ihn wiederum durch sowjetische Militärberater in den Mitgliedstaaten des Warschauer Pakts verbreitete.
- Albanien
- Armenien
- Aserbaidschan
- Belarus
- Bulgarien (bereits seit dem 19. Jahrhundert)
- Estland (Ehrenformationen)
- Griechenland (teilweise)
- Lettland (Ehrenformationen)
- Moldawien
- Norwegen
- Polen (Ehrenformationen)
- Portugal (teilweise)
- Russland
- Schweden (teilweise)
- Slowakei (Ehrenformationen)
- Spanien (teilweise)
- Tschechien (Ehrenformationen)
- Ukraine
- Ungarn (Ehrenformationen)

### Naher Osten und Asien
Deutsche Militärberater brachten den Paradeschritt Anfang des 20. Jahrhunderts nach China, das ihn wiederum durch eigene Militärberater in Asien verbreitete. Während des Kalten Kriegs brachten ihn sowjetische Militärberater in den Nahen Osten. In Zentralasien ist er in den Nachfolgestaaten der Sowjetunion verbreitet.
- Afghanistan
- Bangladesch
- China
- Indien (teilweise)
- Indonesien
- Iran
- Jemen
- Kambodscha
- Kasachstan
- Katar
- Kirgisistan
- Laos
- Mongolei
- Nepal
- Nordkorea
- Pakistan
- Syrien
- Tadschikistan
- Thailand
- Turkmenistan
- Usbekistan
- Vietnam

### Afrika
In Afrika praktizieren den Paradeschritt vor allem ehemalige deutsche Kolonien, die diese preußische Tradition seit Ende des 19. Jahrhunderts pflegen, aber auch ehemalige sozialistische Staaten, wo ihn sowjetische Militärberater während des Kalten Kriegs verbreiteten.
- Ägypten
- Algerien
- Angola
- Äquatorialguinea
- Benin
- Botswana
- Burkina Faso (teilweise)
- Burundi
- Demokratische Republik Kongo
- Dschibuti
- Elfenbeinküste
- Gabun
- Ghana (teilweise)
- Kamerun
- Madagaskar
- Mauretanien
- Mosambik
- Namibia
- Republik Kongo
- Ruanda
- Senegal
- Seychellen
- Tansania
- Togo
- Tschad
- Uganda

### Mittel- und Südamerika
Deutsche Militärberater brachten den preußischen Paradeschritt Ende des 19. Jahrhunderts nach Chile, das ihn wiederum durch eigene Militärberater in Süd- und Mittelamerika verbreitete. Sowjetische Militärberater brachten ihn während des Kalten Kriegs außerdem nach Kuba.
- Argentinien (teilweise)
- Bolivien
- Chile
- Ecuador
- El Salvador
- Haiti
- Honduras
- Kolumbien
- Kuba
- Mexiko
- Nicaragua
- Panama
- Paraguay
- Peru
- Venezuela

## Rezeption
Klischeehaft wird der Paradeschritt gelegentlich mit der Wehrmacht verbunden bzw. darauf beschränkt.
Im Jahr 1938 wurde er von Benito Mussolini als passo romano („römischer Schritt“) in Italien eingeführt, später aber wieder abgeschafft.
Der Journalist Adelbert Weinstein schrieb über eine Militärparade vor dem scheidenden NATO-Oberbefehlshaber Alexander Haig 1979 in Mons, Belgien, bei der die Soldaten der Bundeswehr nicht im Paradeschritt marschierten: „Beinahe ridikül das Häuflein der Bundeswehr […] die verschüchterte Gruppe junger Soldaten, die in Mons die Bundeswehr repräsentierten, wirkte wie eine Karikatur des Militärischen. Mühsam hielten sie Schritt […] Der Leutnant stolperte unbeholfen vor seinen Reisigen daher. Diese wiederum näherten sich ihrem Oberbefehlshaber wie die Bürger von Calais, nicht aber wie Staatsbürger in Uniform […].“
Der SPD-Politiker Carlo Schmid schrieb über einen Staatsbesuch mit Bundeskanzler Konrad Adenauer 1955 in Moskau, bei dem die Soldaten der Sowjetischen Streitkräfte im Paradeschritt marschierten: „Auf dem Flugplatz Wnukowo erwarteten uns Bulganin und Chruschtschow mit der Spitze der politischen Machthaber der Sowjetunion. Den blanken Säbel in der Faust meldet ein Offizier dem Bundeskanzler das Ehrenbataillon: Zweihundert ‚lange Kerls‘ in attraktiven blauen Uniformen. Ihr Parademarsch – exakt, fest und zugleich federnd wie ein Sturmschritt – konnte einem Schauer über den Rücken rieseln lassen, soviel Kraft ging von dieser Truppe aus.“

## Galerie

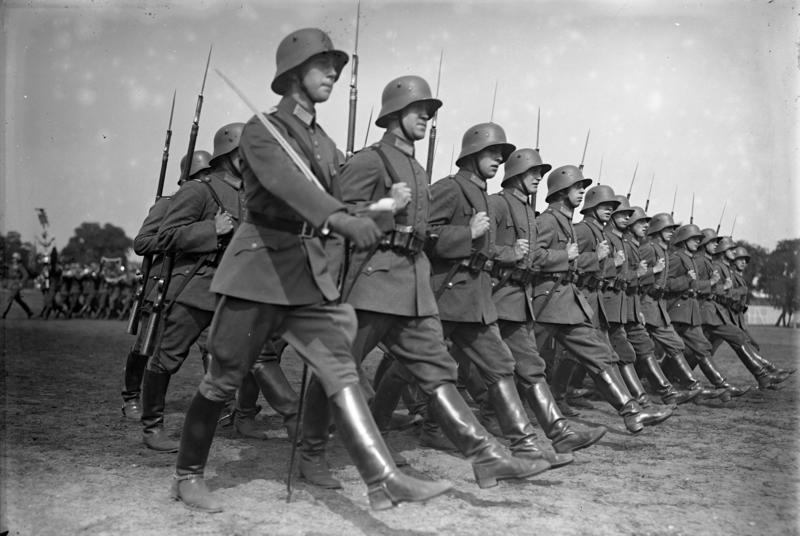
Paradeschritt bei der Reichswehr, 1930
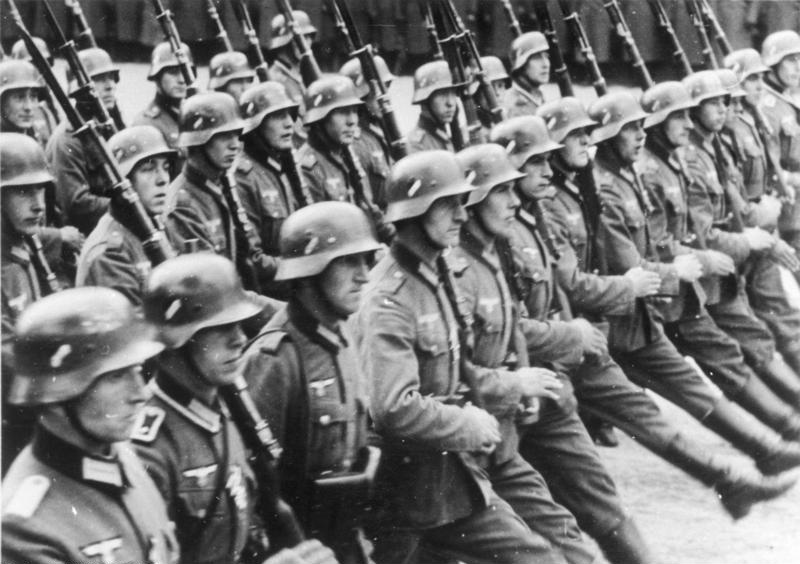
Paradeschritt bei der Wehrmacht, 1939
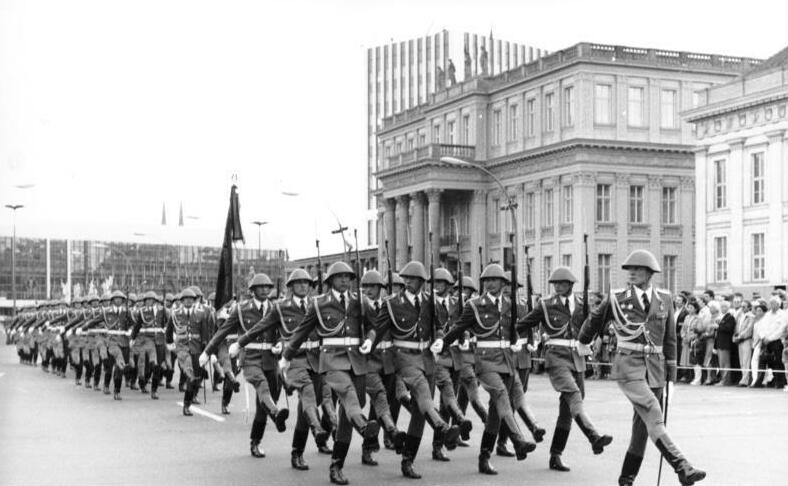
Paradeschritt bei der Nationalen Volksarmee, 1985
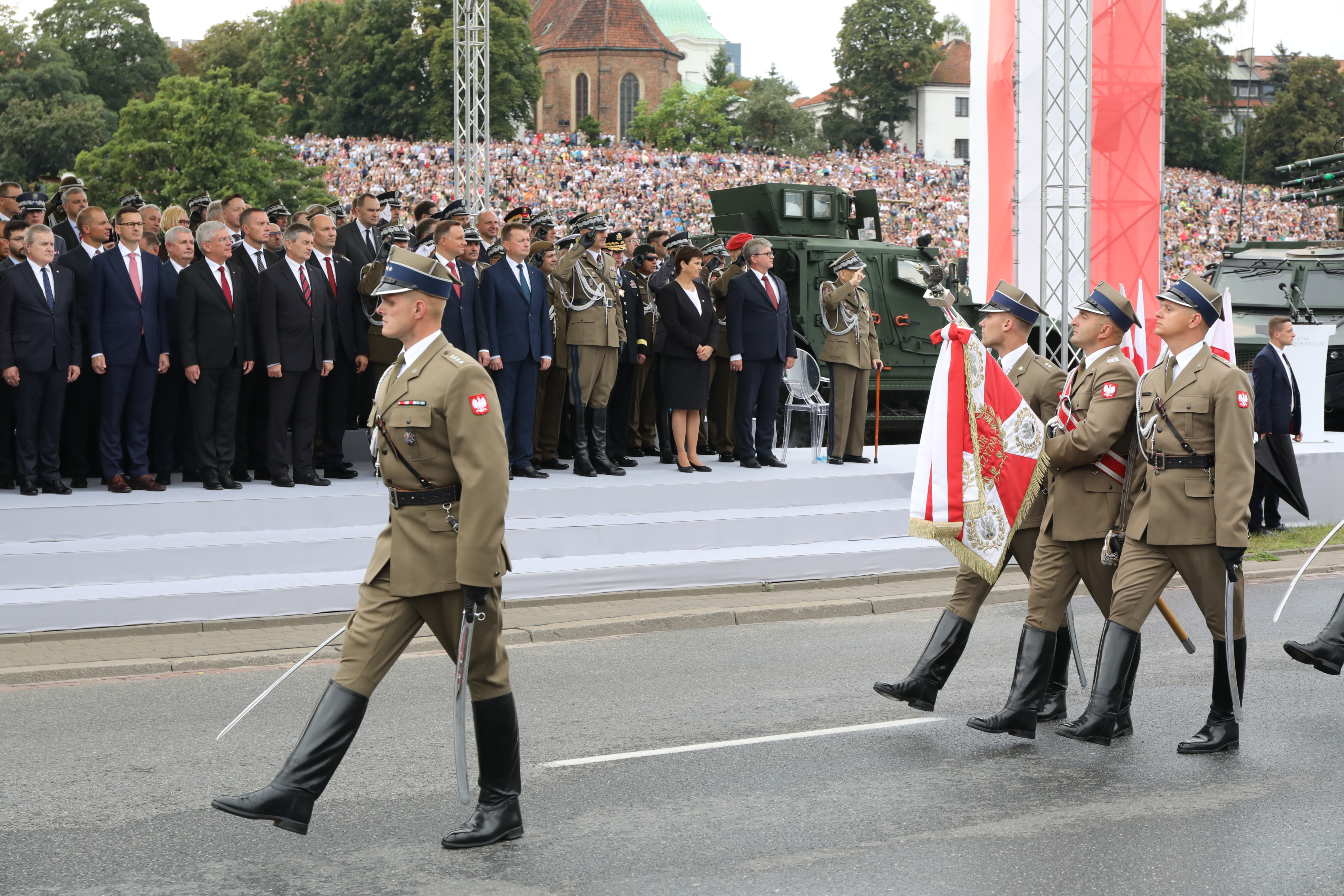
Paradeschritt bei den Polnischen Streitkräften, 2018
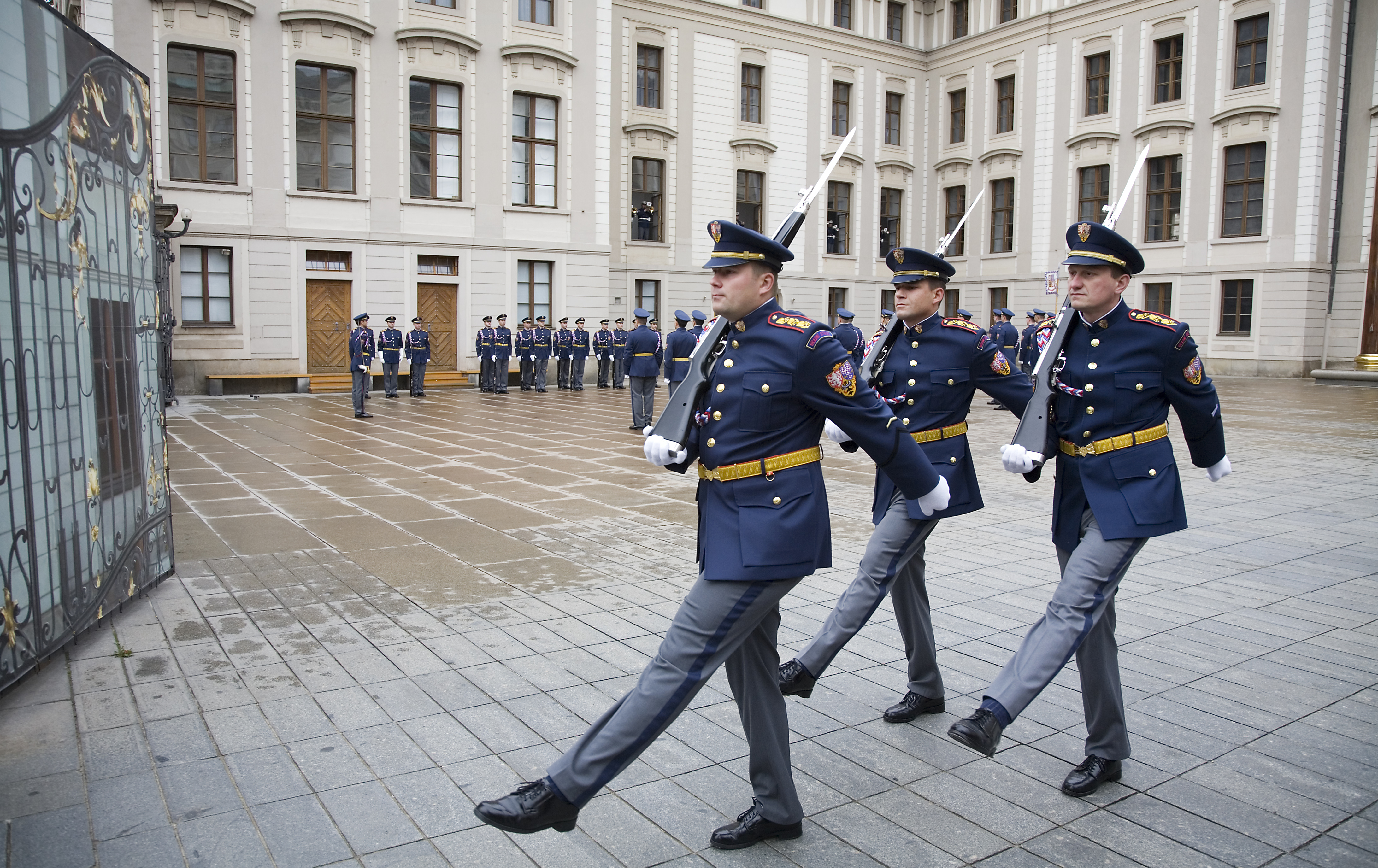
Wachablösung an der Prager Burg im Exerzierschritt, 2008
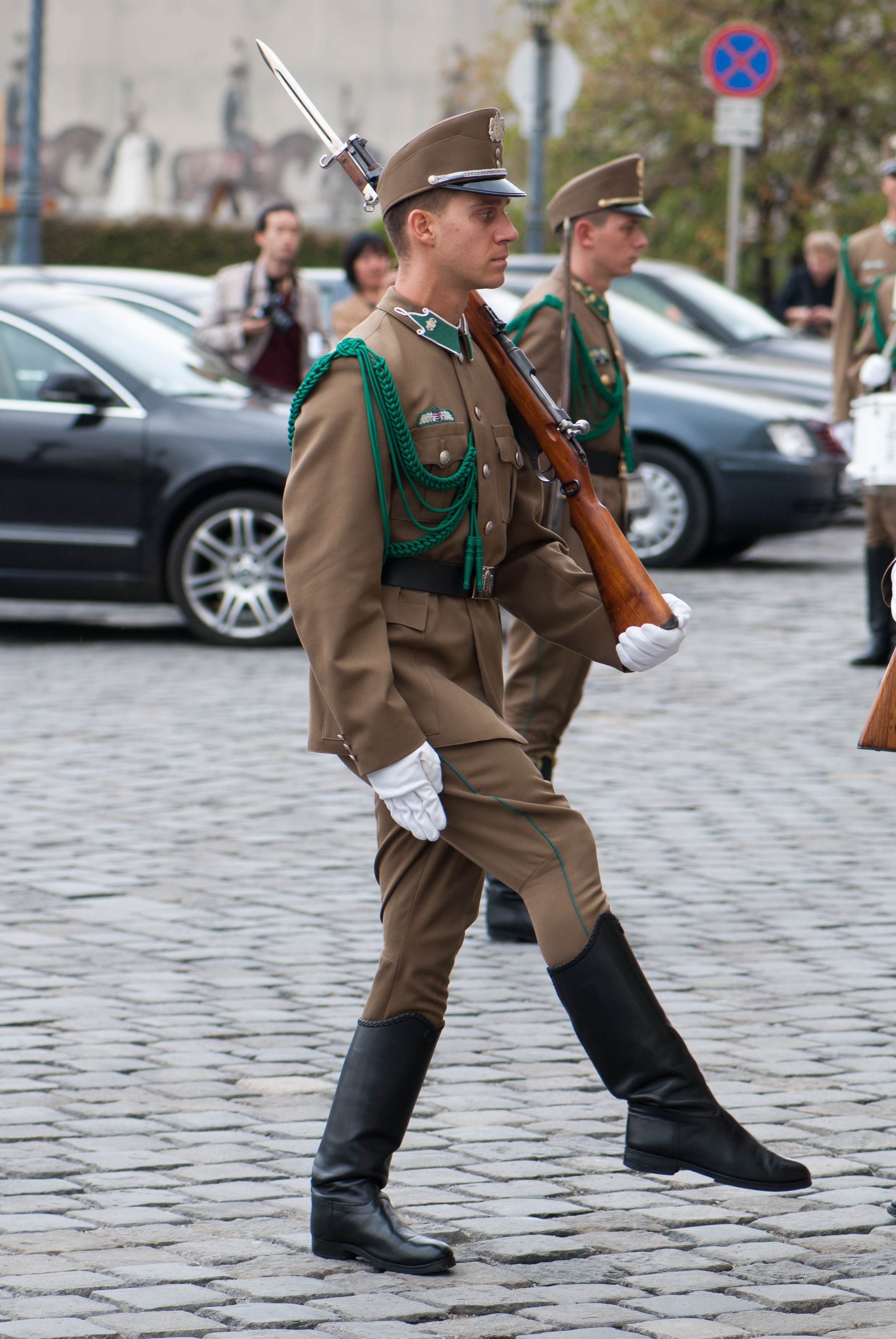
Wachablösung am Budapester Burgpalast im Exerzierschritt, 2012
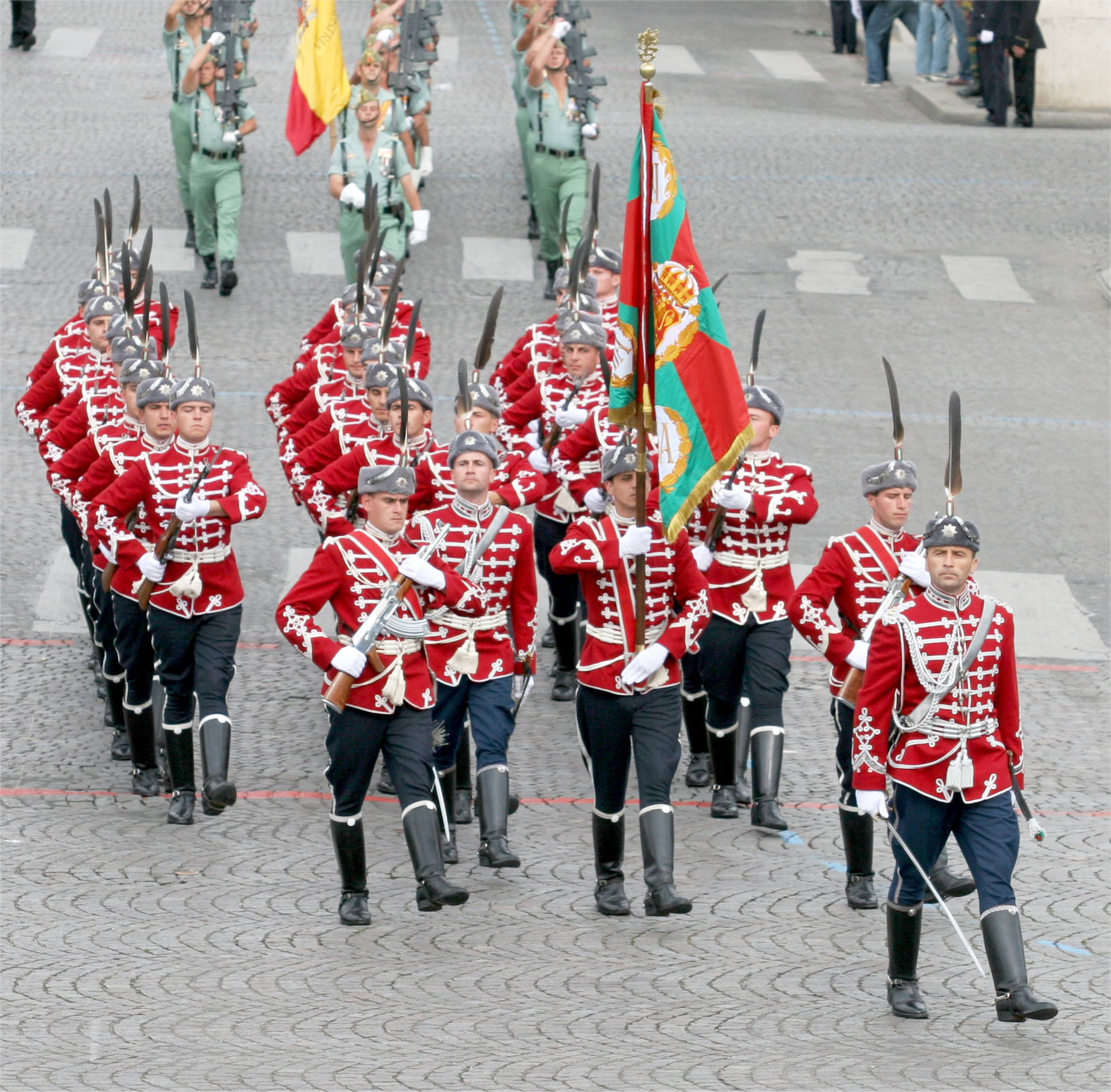
Paradeschritt bei den Bulgarischen Streitkräften, 2007
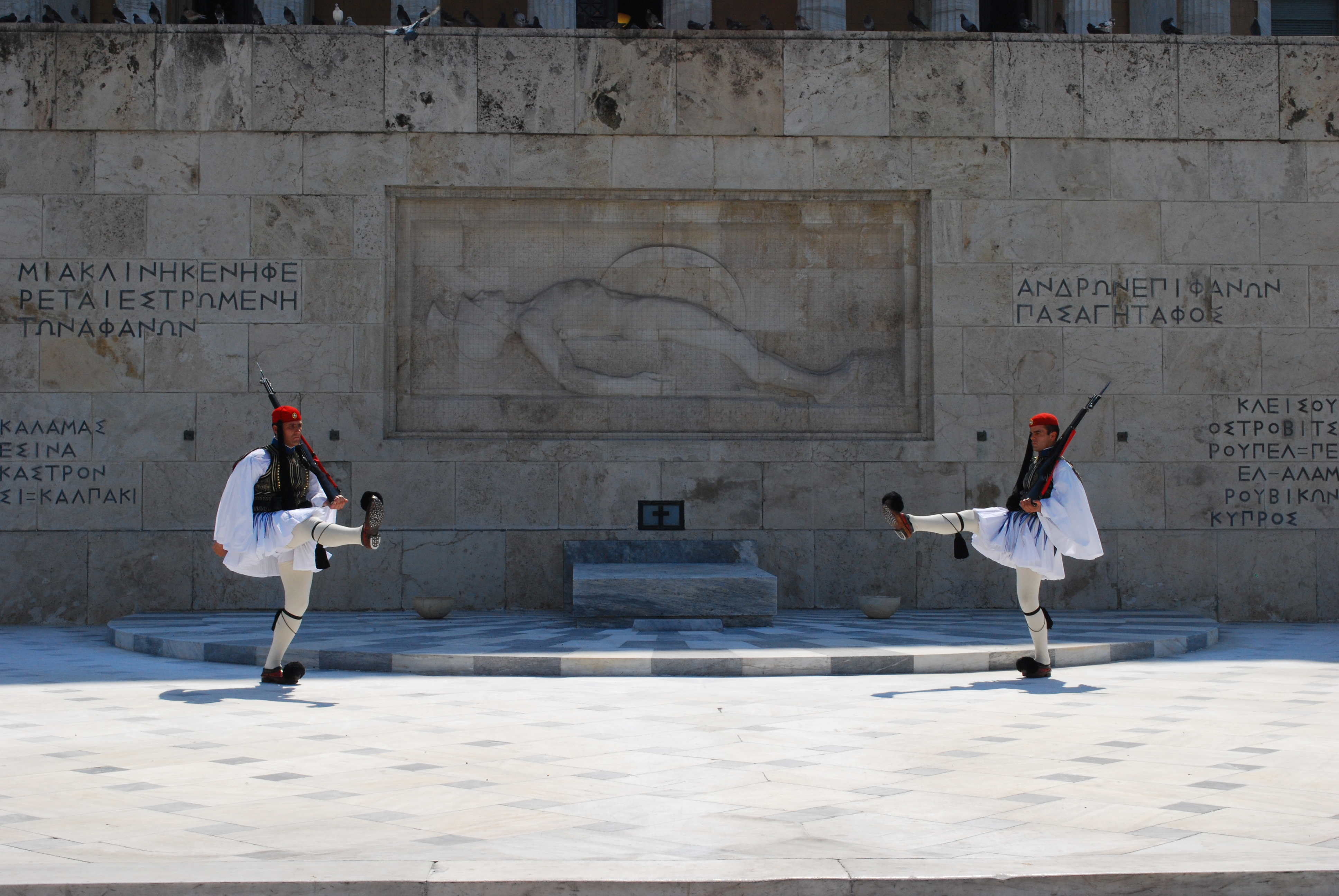
Wachablösung am Athener Parlament im Stechschritt, 2009
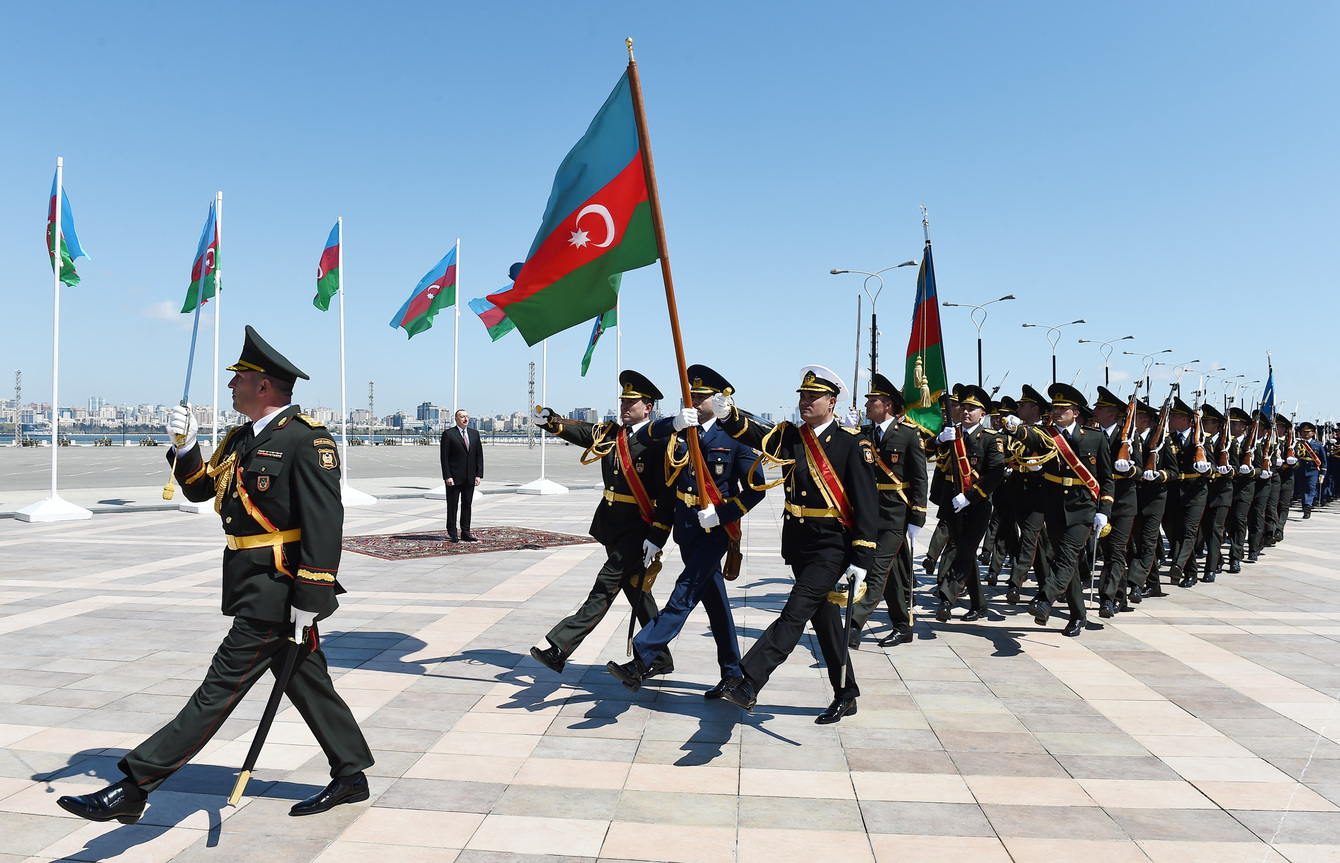
Paradeschritt bei den Aserbaidschanischen Streitkräften, 2018
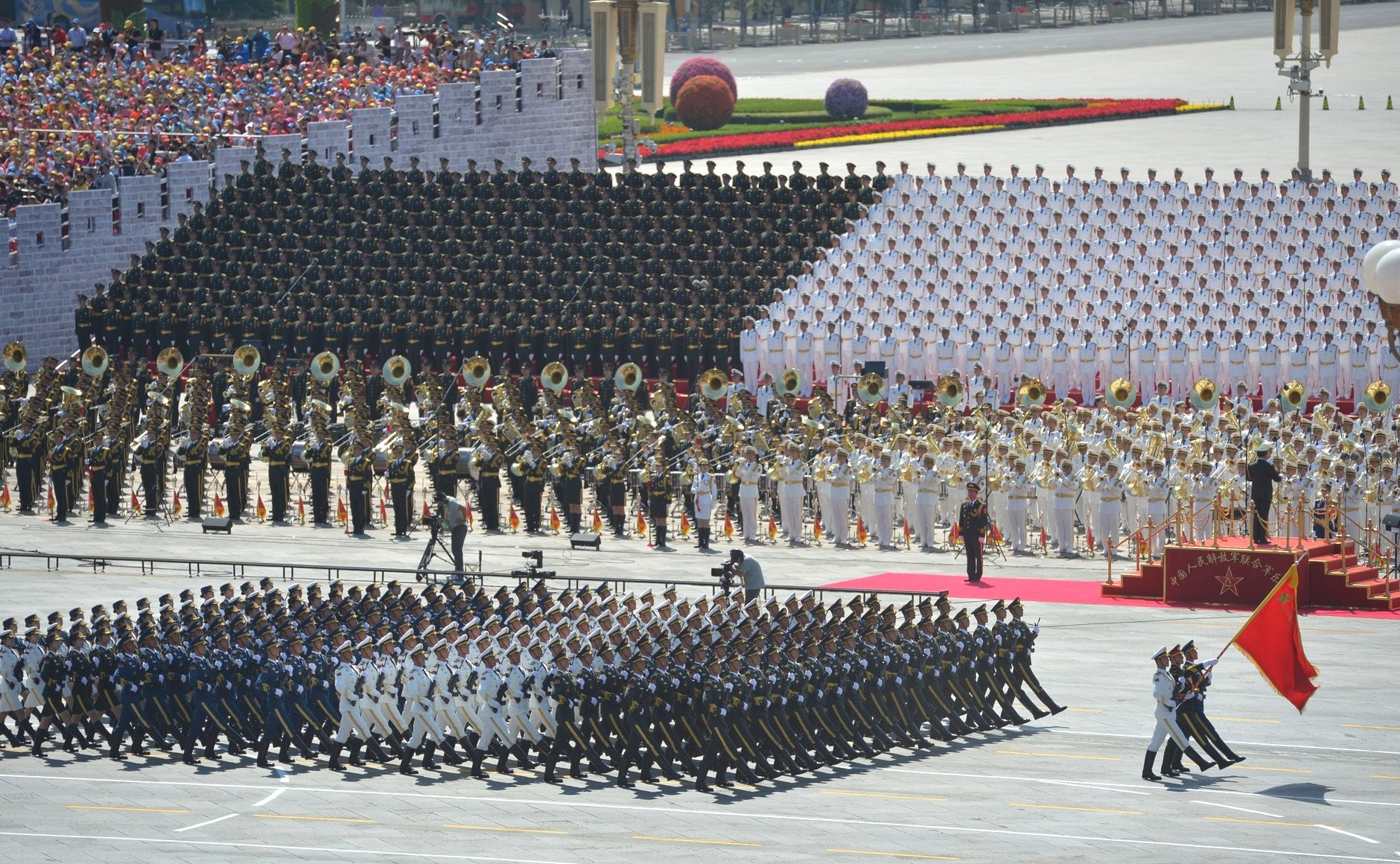
Paradeschritt bei der Chinesischen Volksbefreiungsarmee, 2015
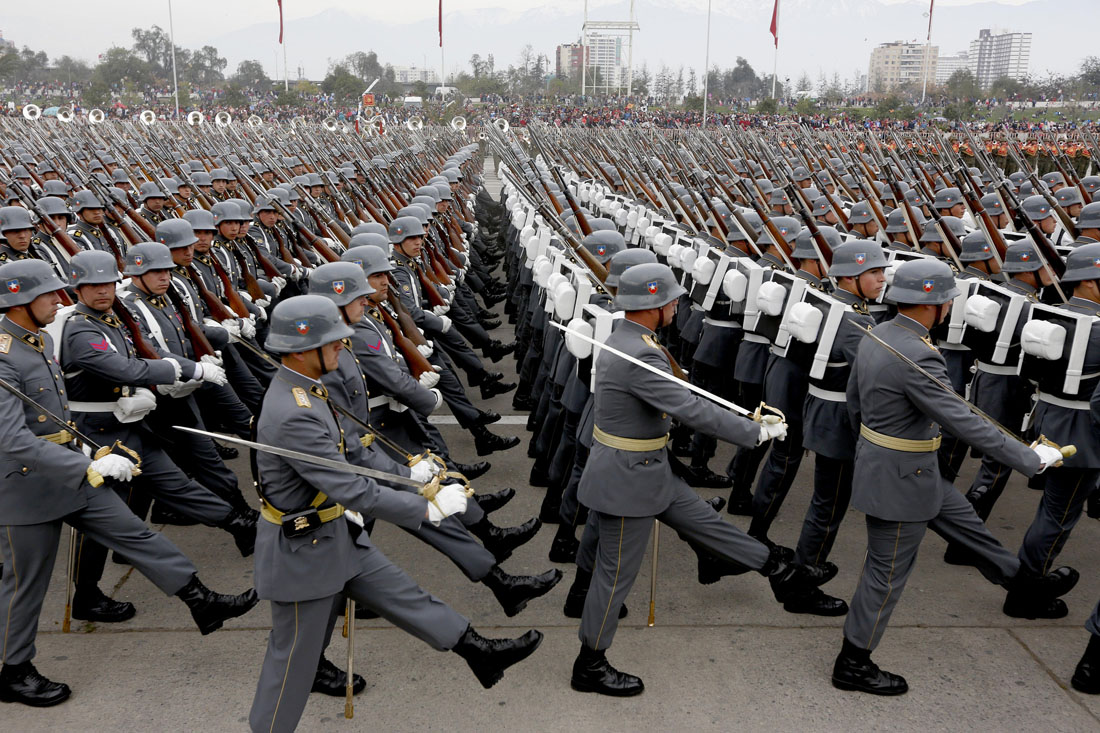
Paradeschritt bei den Chilenischen Streitkräften, 2015
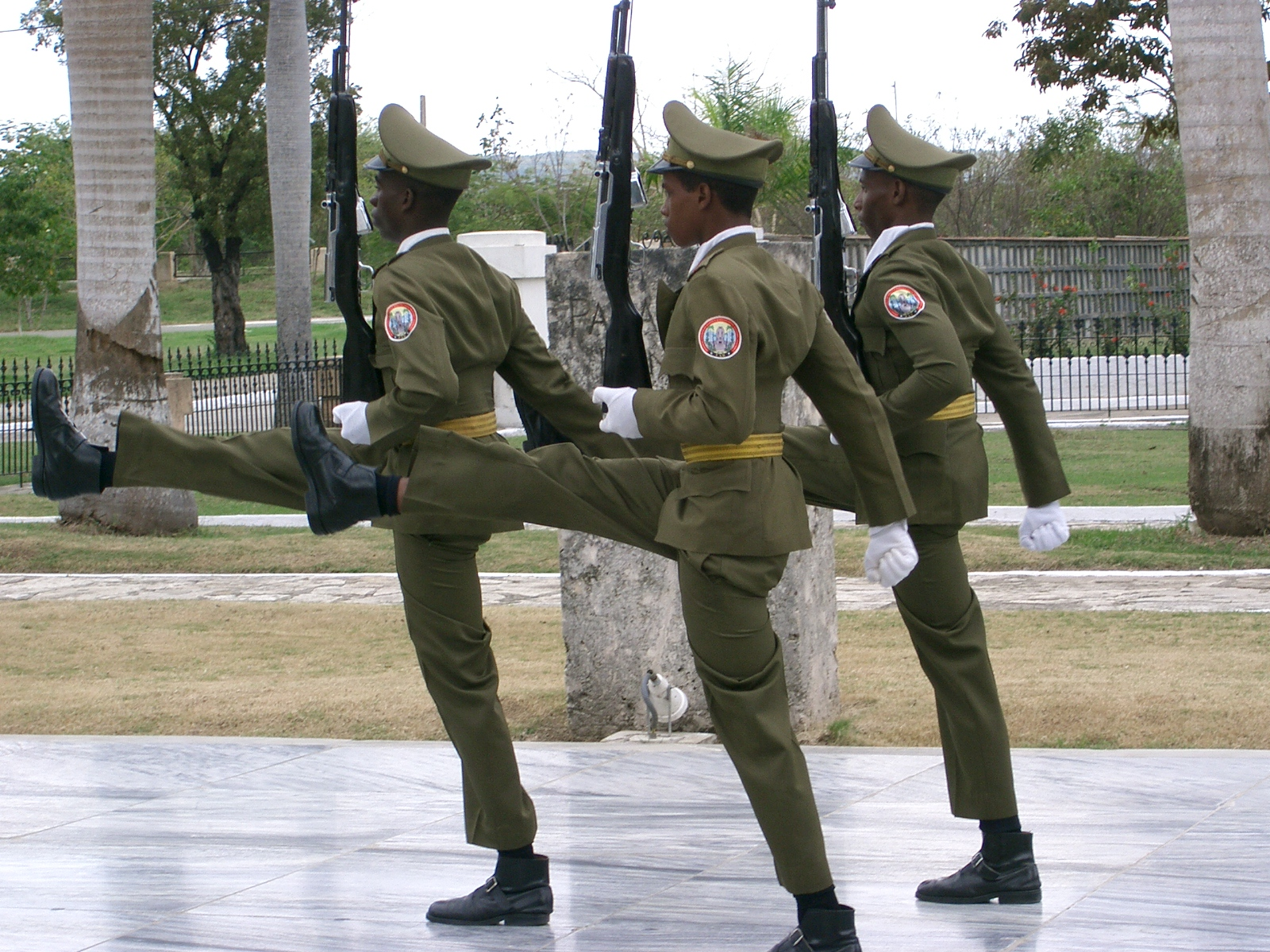
Wachablösung am José-Martí-Mausoleum Santiago de Cuba im Stechschritt, 2006